# Condado de Collier
O condado de Collier (em inglês:  Collier County) é um dos 67 condados do estado americano da Flórida. A sede e cidade mais populosa do condado é Naples. Foi fundado em 8 de maio de 1923.

## Geografia
De acordo com o United States Census Bureau, o condado possui uma área de 5 970 km², dos quais 5 176 km² estão cobertos por terra e 794 km² por água.

## Demografia
Segundo o censo nacional de 2010, o condado possui uma população de 321 520 habitantes e uma densidade populacional de 62,1 hab/km². Possui 197 298 residências, que resulta em uma densidade de 38,1 residências/km².
Das três localidades incorporadas no condado, Naples é a mais populosa e a mais densamente povoada, com 19 537 habitantes e densidade populacional de 612,8 hab/km². Everglades é a menos populosa, com 400 habitantes. De 2000 para 2010, a população de Marco Island cresceu 10% e a de Everglades reduziu em 16%. Apenas uma localidade possui população inferior a 10 mil habitantes.